# Mastering
Pour l'une des étapes du mastering, voir bande master.

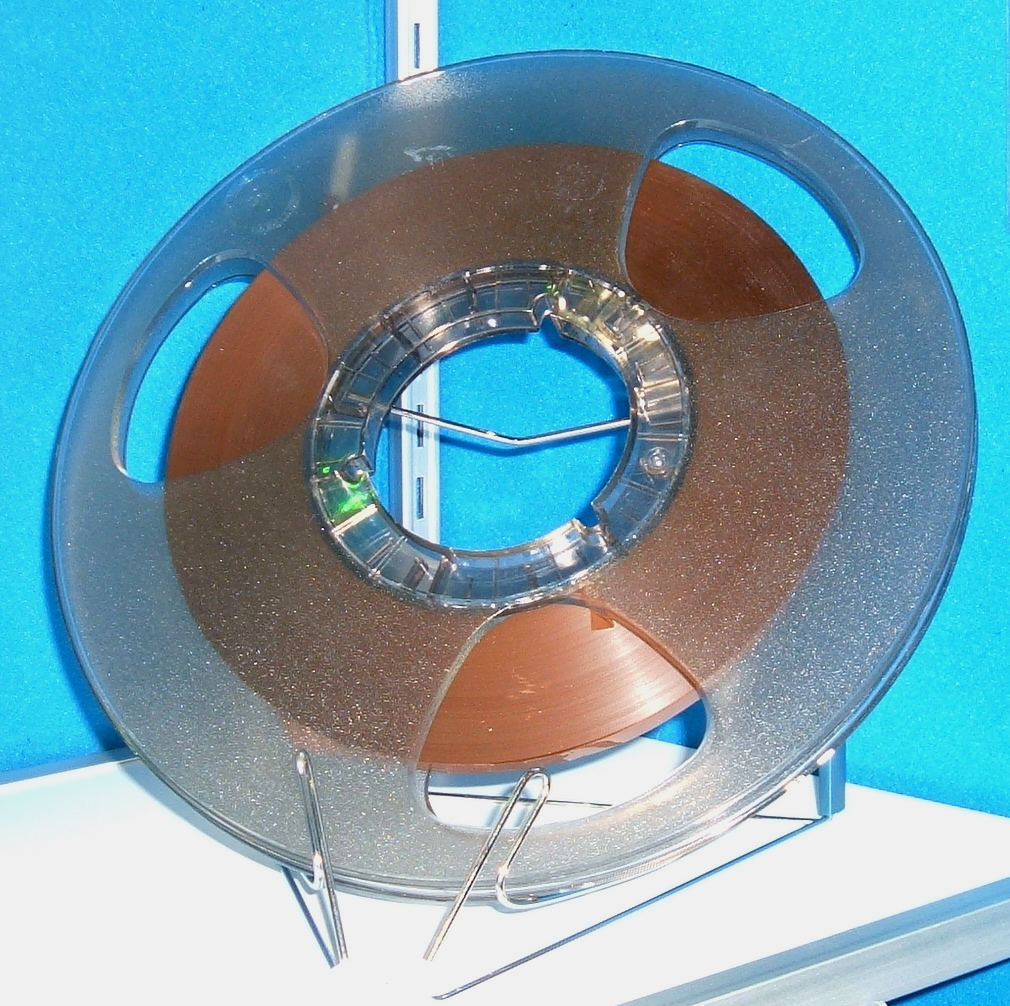
La bande magnétique était souvent utilisée pour créer des bandes master.

Le mastering (prononcé en anglais : [mɑːstəɹɪŋ]), mastering audio, matriçage, ou la mastérisation, est un processus audio consistant à préparer et transférer un ensemble d'enregistrements pour en faire un programme sur un support physique ou numérique, lequel servira à une fabrication en série ou à la diffusion. Son but premier est de rendre homogène cet ensemble. Pour l'audio, l'approche diffère selon le type d'album (album original ou compilation).
Le mastering est l'étape visant à obtenir un master (enregistrement principal), lequel est l'élément unique destiné aux étapes ultérieures (notamment en vue d'obtenir une matrice pour le pressage de CD). Il est important de garder à l'esprit qu'en matière d'audio, les masters ou maîtres se succèdent. Par exemple, en studio, il y avait une bande master et des copies de cette bande, etc. (notons que ces notions s'appliquaient surtout à l'enregistrement analogique, les copies numériques étant en principe identiques à l'original). 
Dans le jargon contemporain de la production musicale, le terme « mastering » ne s'applique qu'à la réalisation d'un produit final directement utilisable, soit en duplication physique, soit en diffusion par internet. Il peut aussi définir l'ensemble des traitements audio, puis l'enregistrement d'un support destiné à être reproduit par un copieur de CD-R ou du matériel de pressage physique ou numérique.

## Histoire

### Période analogique
La bande magnétique pour l'enregistrement sonore est inventée en 1928 en Allemagne par Fritz Pfleumer, basée sur l'invention de l'enregistrement sur fil magnétique par Valdemar Poulsen en 1898. La connaissance de cette technologie n'est pas sortie des frontières de l'Europe avant la fin de la Seconde Guerre mondiale. L’introduction de cette technique d’enregistrement a permis la gravure des matrices indépendamment du lieu et de la date de l’enregistrement originel. Bien que cette méthode ainsi que d’autres avancées technologiques aient fortement amélioré la qualité audio des enregistrements commerciaux dans l’après-guerre, les mêmes contraintes au niveau du processus du mastering électromécanique demeurèrent. C’est-à-dire que les limites physiques des supports principaux de reproduction sonore commerciale, le disque microsillon vinyle 78 tours et plus tard, le 45 tours ainsi que le 33 tours demeuraient supérieures, au niveau de la qualité sonore, de la gamme dynamique et de la durée, en comparaison avec les supports futurs tels que le CD.
L'industrie de l'enregistrement est révolutionnée par l'introduction de l'enregistrement magnétique à la fin des années 1940. Cela rend possible l'obtention de copies conformes, avec la préparation précise des éléments enregistrés, même d'origines diverses. Avant la gravure de la matrice, la bande master subissait un traitement électronique par un ingénieur spécialisé. À la suite de l’arrivée de cette technique, il fut découvert que le résultat final sur vinyle de ces enregistrements, en particulier ceux de la pop, pouvait être amélioré grâce à cette étape. Ceci grâce à la possibilité, entre autres manipulations, d’effectuer des réglages fins au niveau de l’amplitude du son sur des bandes de fréquences déterminées (égalisation et compression) avant la gravure de la matrice.

### Années 1950–1980
Par conséquent, le mastering est devenu un métier hautement exigeant et valorisé et il était largement reconnu que la qualité d’un master pouvait être responsable du succès commercial ou du flop d'un morceau musical[réf. nécessaire]. Dans les majors tels que EMI, le processus de mastering était généralement contrôlé par des techniciens spécialisés qui avaient des méthodes de travail conservatrices. Ces grandes maisons évitaient souvent d’apporter des changements dans leurs processus d’enregistrement et de production. Par exemple, EMI se montra très lent à se lancer dans les enregistrements multipistes et attendit la fin des années 1960 pour enfin installer des enregistreurs huit pistes dans leurs studios à Abbey Road, plus d’une décennie après que les premiers appareils commerciaux de ce type aient été installés dans des studios indépendants américains[réf. nécessaire].
Dans l'enregistrement multipiste, chaque signal d’entrée est enregistré sur sa propre piste sur un appareil multipiste. La bande enregistrée, une fois mixée, est copiée sur une bande mono ou stéréo à partir de laquelle la bande master est recopiée. Une bande multipistes peut être remixée plusieurs fois de différentes manières, par différents ingénieurs du son, donnant la possibilité de produire des masters différents (version mono, version stéréo, version pour les ondes AM, version single, etc.).
Le mastering prend son essor dans les années 1980. Les débuts du mastering ont nécessité un investissement très coûteux, d'une part en machines de gravure, notamment pour les disques vinyle puis les CD, et d'autre part en matériels de traitement audio analogiques puis numériques plus ou moins sophistiqués. À l'exception des machines de gravure analogiques, l'équipement de production de masters musicaux s'est fortement démocratisé, notamment grâce à l'arrivée des traitements audio numériques spécifiques au mastering sous forme de plug-ins (ou insérables). Les graveurs de CD, inabordables à la fin des années 1980, ont subi la même tendance lorsqu'ils ont commencé à équiper les ordinateurs à la fin des années 1990.
La durée d’enregistrement était limitée par le diamètre du disque vinyle. La densité des microsillons était limitée par le fait que ces dernières ne devaient pas empiéter sur les sillons adjacents, limitant la gamme dynamique. Celle-ci était également limitée par le fait que si le signal provenant de la bande master était trop élevé, la tête de gravure hautement sensible risquait de sauter du disque durant le processus de gravure de la matrice. Le processus de mastering a traversé différentes étapes depuis les années 1950 jusqu’à l’avènement du support numérique à la fin des années 1970. Une fois l’enregistrement studio effectué sur bande magnétique multipiste, un mixage final était préparé et copié sur une bande master à une piste mono ou à deux pistes stéréo.

### Technologie numérique

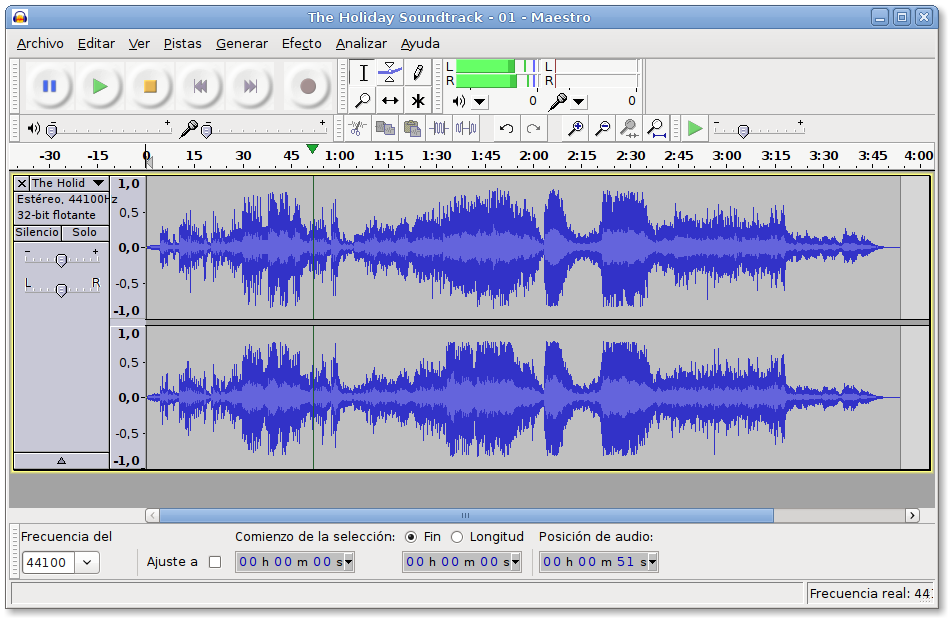
Analyse d'un spectre audio sur le logiciel Audacity.

Jusque vers l'an 2000, on utilisait le mot prémastering (en studio) pour définir la dernière étape de la postproduction, qui consistait à préparer et transférer sur un support adéquat des mixages ou des enregistrements, avant l'étape du mastering (en industrie) qui consistait à obtenir une matrice en verre (glass-master), première étape physique de la fabrication d'un disque optique. Venaient ensuite le pressage, puis le conditionnement et enfin la distribution : CD, SACD, DVD-Audio.
Ultime développement, la dématérialisation des supports de mastering en même temps que l'augmentation des bandes passantes sur les réseaux ont permis le travail à distance par l'envoi des fichiers sur Internet (originaux, tests de traitements, ou envoi des fichiers masters sous forme de DDP aux centres de duplication). Certaines productions musicales, directement diffusées sur Internet, suppriment le processus de duplication physique. Toutefois, le matériel audio de très haut de gamme employé pour les productions de qualité n'a pas subi les mêmes variations de prix. Ce sont des équipements construits en petites séries, fréquemment assemblés manuellement et dûment contrôlés en fin d'assemblage.
Les systèmes numériques sont plus performants et permettent d'effectuer le mixage à des niveaux maximums plus bas. En mixant à 24 bits avec des crêtes entre -3 et -10 dBFS sur un mix, l'ingénieur de masterisation dispose de suffisamment de headroom pour traiter et produire un master final. Les ingénieurs en mastering recommandent de laisser une marge de manœuvre suffisante sur le mixage pour éviter la distorsion. La réduction de la dynamique par l'ingénieur du son a entraîné une guerre du volume dans les enregistrements commerciaux.

## Domaines

### Domaines d'intervention
- Préparation ou l'édition du son, c'est-à-dire l'assemblage, la mise dans l'ordre des morceaux, l'optimisation de débuts et fins de titres, et le réglage de la longueur des silences intercalés ;
- Ajustement du volume ;
- Corrections spectrales (égalisation) d'un titre à l'autre ;
- Corrections dynamiques : Expansion, (compression, limiter…) ;
- Corrections spatiales (élargissement ou rétrécissement de l'image sonore…) ;
- Ajout d'effets divers (le plus souvent, réverbération, delay…).

### Audio

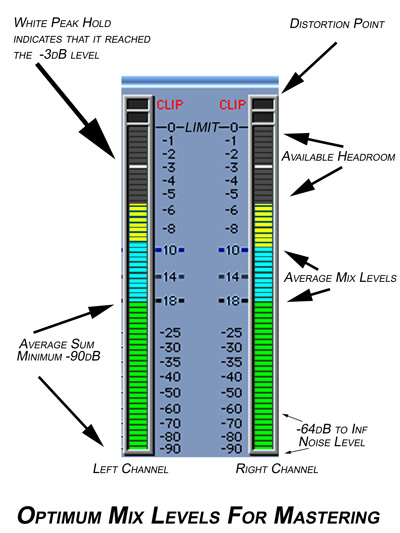
Optimisation du niveau mesuré dans une échelle dBFS (FS pour Full Scale).

L'objet du mastering est la recherche d'un résultat sonore optimal à partir d'un mixage terminé, par divers traitements et pour chacun des morceaux. La première étape vise à localiser et éliminer certains défauts ou bruits parasites. La seconde étape définit exactement à quel moment chaque titre commence et la manière dont il se termine, plus ou moins abruptement. Ensuite, le processus consiste à régler l'équilibre des fréquences par une égalisation précise, et à rechercher un volume sonore optimal par le traitement de la dynamique, de même qu'un espace stéréophonique optimum. Les mots « volume sonore optimal » sont souvent compris comme densité sonore maximale. 
La recherche du volume le plus fort n'est pas une règle immuable. Si tous les styles de musique sont susceptibles d'être améliorés par un mastering, les traitements pour de la musique électronique, du rock, du jazz ou de la musique classique différeront complètement. Plus il y a d’instrumentation acoustique, plus l'ingénieur doit être vigilant, sous peine de « colorer » négativement l'enregistrement. Lors de cette tâche, il est essentiel de s'assurer de la cohérence de perception des morceaux les uns entre les autres, alors qu'ils peuvent avoir été réalisés dans des conditions très différentes.

### Audiovisuel
Dans le domaine de l'audiovisuel, le mastering désigne l'ensemble des opérations nécessaires avant duplication (par exemple de DVD) ou diffusion télévisuelle (prêt à diffuser de la télévision HD ou autres, ou de film pour le cinéma (analogique et numérique comme le D-cinéma ou cinéma numérique)). Ces masterings spécifiques vont ajouter une étape d'encodage de compression de données adaptée au format de diffusion, d'encodage de matriçage et l'ajout de métadonnées comme celles utilisées pour l'utilisation du Dolby E.

## Caractéristiques

### Processus et techniques
Après le mixage audio, un morceau ou un ensemble de morceaux est assemblé pour devenir un « programme ». Celui-ci se voit appliquer une série de corrections, de traitements et d'informations additionnelles en vue de sa mise en forme, son exploitation ou sa diffusion. C'est l'étape entre la finalisation du mixage des œuvres enregistrées et le pressage du support lui-même (CD, SACD, DVD), ou la mise à disposition publique de fichiers via des plateformes musicales en ligne. Concrètement, cette étape vise à étalonner le spectre et la dynamique de l'œuvre musicale pour tendre à un rendu cohérent pendant l'écoute des différents morceaux composant le programme. Ce procédé est réalisé dans des studios de mastering au moyen de matériel spécifique de très haute précision, permettant de ne pas dénaturer l'œuvre originale enregistrée. Pour l'audio, les techniques de mastering sont étroitement liées à l'ingénieur qui les pratique, chaque ingénieur étant associé à un son qui lui est spécifique.
Le mastering des médias numériques est né du fait que l'ingénieur du son, qui travaille sur le mixage d'un album durant une longue période — parfois plusieurs mois — perd inévitablement son objectivité. Son mixage évoluant d'un titre à un autre crée inéluctablement de légères disparités, notamment dans la courbe tonale, dans la dynamique et dans la présence, que l'on peut résumer par le volume moyen. D'autre part, les auditeurs sont mieux équipés depuis l'avènement du numérique et les dispositifs plus à même de restituer des différences sonores subtiles, même si la plupart des systèmes d'écoute sont loin d'être linéaires dans la reproduction des fréquences.

### Analyse de la source
La base audio fournie au studio de mastering est généralement enregistrée dans une qualité supérieure à celle du disque compact. Les bandes analogiques n'ont pratiquement plus cours, le numérique a simplifié la gestion des supports. Le matériel entrant consiste la plupart du temps en fichiers wave ou aiff linéaires (non compressés) échantillonnés en 24 bits. Les formats avec une définition très élevée (par exemple 192 kHz et/ou 32 bits) n'apportent généralement pas une différence perceptible. Ces fichiers peuvent provenir de CD-ROM ou de DVD-ROM, ou transiter par FTP. Il est préférable d'éviter de remettre des CD au mastering, lorsque des fichiers informatiques sont disponibles, le support comportant des erreurs de codage bien plus efficacement corrigées en mode de données numériques qu'en mode audio.
L'enregistrement consiste habituellement en deux pistes stéréo, mais il peut être intéressant de traiter le son d'après davantage de pistes, souvent quatre à huit « stems » (pistes audio), afin de disposer d'une plus grande marge de manœuvre, un réglage sur le son d'un instrument ou d'une voix affectant également les autres instruments ou voix qui émettent dans les mêmes caractéristiques du spectre. L'ingénieur commence par écouter attentivement l'enregistrement sur un équipement très fiable et avec une oreille neutre. Son audition se focalise sur la cohésion de l'ensemble des titres dans le suivi d'un album, et l'adaptation du son aux standards du marché. Le mastering doit donner le meilleur résultat possible dans des conditions d'écoute et de retransmission très différentes, par exemple en discothèque, en automobile ou au casque.
L'ingénieur de mastering doit pouvoir objectivement déceler des incohérences qui ont échappé à toutes les écoutes précédentes durant les processus d'enregistrement. Il n'a pas nécessairement une « bonne » oreille en ce sens que son ouïe ne lui permet pas obligatoirement d'entendre mieux qu'un auditeur moyen. Sinon, les phénomènes de la modification de la perception sonore, qui entraînent essentiellement une diminution naturelle de l'acuité des fréquences aiguës avec l'avancée en âge, aboutiraient à ce qu'un ingénieur en mastering âgé ne serait plus capable d'exercer le métier, ce qui n'arrive pas en pratique, sauf accident. Pour lui, la valeur essentielle de l'oreille est de déceler certains paramètres du son que d'autres ne remarquent pas, faute d'expertise et de concentration, et de savoir comment intervenir en vue de rétablir une normalité[réf. nécessaire].
Après analyse, il ajuste le son au moyen d'équipements sur lesquels les réglages peuvent être définis très précisément. Il lui est possible d'effectuer des corrections que seuls des systèmes audios spécifiques sont à même d'appliquer. Selon le budget, les réglages sont établis sur l'album entier, titre par titre, ou de manière très localisée, parfois durant quelques millièmes de seconde seulement[réf. souhaitée].

### Travail de précision
Bien qu'il dispose d'équipements qui lui permettent de visualiser le signal de différentes manières, l'ingénieur en mastering est guidé par son oreille.
Afin de la préserver et d'éviter une fatigue qui nuirait à son appréciation, il écoute le son à un volume faible. Une pression acoustique (SPL, sound pressure level) comprise entre 70 et 73 dB permet une écoute de longue durée sans fatigue. Cependant, la courbe de réponse en fréquences de l'oreille humaine n'étant pas linéaire et dépendant fortement du niveau sonore, l'on choisira généralement un niveau de travail de 85 dB SPL. C'est en effet à ce niveau que l'oreille possède la courbe de réponse la plus linéaire. Comme il est important d'être en mesure d'apprécier la dynamique du signal, c'est-à-dire d'entendre autant les passages forts que les plus faibles, l'endroit doit être absolument silencieux. Un studio de mastering n'est pas une chambre sourde ; cependant des aménagements importants permettent de choisir soigneusement les influences acoustiques du lieu. En outre, le bruit intrinsèque du lieu est réduit au plus bas, notamment pour les équipements de ventilation ambiante ou la ventilation des appareils audio. Idéalement, le bruit du studio ne dépasse pas le seuil d'audition, vers 10 db SPL. Certaines personnes se sentent mal dans ce genre d'endroits qui n'existent pas naturellement (il y a toujours un bruit faible où que l'on soit, même dans la nature, excepté dans un désert sans vent).
Vers 80 dB SPL, l'audition se modifie imperceptiblement après 60 à 120 minutes. Afin d'éviter le piège de l'élévation de volume en fonction de la mise à jour des réglages, un sonomètre affiche le volume ambiant près de la station de traitement audio. Ce n'est qu’occasionnellement - en général juste avant de quitter la session qu'il reprendra le lendemain - que l'opérateur pousse le niveau afin de s'assurer que le résultat « sonne » aussi à un volume d'écoute élevé, environ 100-105 dB.
Pour des questions d'économie ou par simplification pratique, des musiciens confient parfois la tâche de mastering à l'ingénieur qui a mixé les titres en studio. Or, celui-ci n'a pas assez de recul pour finaliser le CD du fait de son implication dans le projet. Parvenu à un certain niveau d'exigence, il devient déraisonnable de laisser la responsabilité du son à une seule personne, ou à mixer puis finaliser le son dans un seul environnement. Les défauts du système d'écoute et les erreurs d'appréciation de l'ingénieur donneraient des variations par rapport à des valeurs optimales. Sachant qu'il s'agit de la dernière étape avant la mise sur le marché, le mastering est l'ultime poste qui permet de mettre la musique en valeur, ou alors de perdre irrémédiablement certaines finesses présentes dans l'enregistrement source[réf. nécessaire].

### Étapes post-mastering
Une fois le son préparé et traité, l'ingénieur dispose de fichiers de formats différents. Il peut livrer les morceaux musicaux soit en format MP3 pour les préparer à l'édition d'un CD dans la norme du Red Book, soit en un format optimal (généralement WAV, AIFF ou FLAC) pour la distribution en ligne. Le client peut également demander des versions différentes d'un même morceau, pour la diffusion en discothèques ou à la radio. Ou alors, faire traiter en même temps la version vocale et la version instrumentale, cette dernière pour le passage en radio, ou en salle de concert.
L'étape de préparation des fichiers pour le format CD s'appelle PQ-editing. Les codes P et Q permettent de gérer la fonction marche-arrêt de la fonction silence [mute] du lecteur, de même que cinq paramètres d'affichage du temps écoulé : par titre, depuis le début du disque, restant du titre, restant jusqu'à la fin du disque, et le temps total du disque. D'autres codes servent à régler encore d'autres paramètres qui échappent à l'utilisateur. Le PQ-editing détermine également si les pistes doivent comporter un code anti-copie qui empêche la copie numérique via enregistreur DAT ou les graveurs de CD audio qui enregistrent une source en temps réel. Le SCMS (Serial Copies Management System) laisse à l'éditeur le choix d'autoriser ou non la copie numérique. Soit la copie est autorisée, soit elle est limitée à une génération (la copie de la copie est empêchée) soit toute copie est empêchée. Ce système est tombé en désuétude au moment où les graveurs de CD sont arrivés, car ils recopiaient intégralement l'état de la protection sans en tenir compte.
Les marques de piste permettent de définir l'accès direct à un endroit de l'enregistrement, indépendamment de la présence ou non d'un signal musical, les accès étant numérotés successivement. La numérotation commence le plus souvent à 1, mais l'ingénieur a le loisir de tenir compte de la numérotation du CD précédent lors de l'édition des suivants, dans le cas des coffrets multiples. Chaque piste mesure au moins 4 secondes, un CD peut en contenir 99 au plus. Les pistes peuvent être marquées d'index, mais la plupart des systèmes actuels les ignorent. Les index étaient utilisés principalement pour accéder aisément aux mouvements, au début de la numérisation des œuvres classiques.
Il est possible d'écrire un code ISRC (International Standard Recording Code) optionnel sur chaque piste,. Il indique le pays d'origine, le propriétaire, l'année d'édition et le numéro de série des pistes. L'ISRC rendait service par exemple pour le calcul du temps de passage à l'antenne en radio. Les lecteurs donnaient ce signal qui était repris sur un dispositif informatique centralisé qui renseignait le chef d'antenne et facilitait la gestion des droits d'auteurs. Ce code est tombé en désuétude car d'autres solutions existent, et il est rare maintenant que les CD soient utilisés en radio.
L'opérateur vérifie si la source numérique est codée avec la fonction de pre-emphasis. Si c'est le cas, il l'active sur le CD pour les pistes correspondantes. Le pre-emphasis est une préaccentuation des fréquences aiguës destinées à favoriser le rapport signal-bruit, un peu comme le système Dolby. Il est rare depuis la progression qualitative de l'audionumérique. Il est aussi possible de titrer le disque ainsi que chaque plage selon la norme CD-Text, les caractères seront lisibles sur un équipement compatible. Éventuellement, il règle la gestion des droits numériques.
La génération du master commence alors. Il est délivré sous forme de bande magnétique, sous forme de fichier ISO ou DDP (Disc Description Protocol) qui peut être transféré en ligne par FTP. Des clones d'écoute sont fournis sur CD enregistrables. La plupart des entreprises de pressage acceptent également un CD gravé pour les étapes de pressage, pour autant que le disque soit compatible avec la norme Red Book qui définit le CD audio. Le programme peut aussi être délivré sur un disque métallique gravé dans une couche d'acétate pour le pressage de disques vinyle.
Le mastering s'intéresse aussi au son dans d'autres normes, par exemple le 5.1 du cinéma. Le matériel source comporte alors davantage de canaux, qui exigent un traitement adapté. En parallèle au son, l'ingénieur voit l'image. Les traitements audio appliqués aux films de cinéma sont différents de ceux appliqués à la musique stéréo. En outre, il existe des calibrages précis pour le cinéma, tels que le THX, qui ne sont autorisés que dans des studios agréés avec un personnel formé spécialement.

## Influence de la mode ou du support final
- Si vous ne connaissez pas le sujet, laissez ce bandeau (vous pouvez alors contacter les auteurs).
- Si vous supprimez le contenu mis en cause (vous pouvez préalablement contacter les auteurs),

argumentez précisément cette suppression dans la page de discussion
(un manque de référence n'est pas un argument ; une recherche réelle de référence doit avoir été effectuée, être formellement documentée).
Le mastering subit un poids non négligeable de la mode, de l’exigence des radios ou même des décideurs intermédiaires qui jugent la crédibilité marchande d'une œuvre autant par la qualité de l'artiste que par les facteurs responsables de la sonorité finale. Ainsi, il existe certains professionnels du mastering spécialisés en un type de résultat apte à un certain type de support. Ce n'est pas le même son pour un album matériel (distribution physique) que pour la distribution numérique, pour une radio, pour le cinéma ou pour un spectacle. À cet égard, certaines radios introduisent des modifications de sonorité pour marquer l’œuvre de l'empreinte de la station.
Le poids de la mode ou de l'élitisme du « Son » (ainsi défini avec un grand « S ») est tel que certains producteurs n'acceptent un artiste que si le mastering, (et souvent en amont, le mixage) est réalisé par des techniciens partenaires ou par des professionnels réputés travailler en accord aux codes esthétiques en vigueur.

## Formation
Avant les années 2010, le métier d'ingénieur de mastering était rare et atypique. Il n'y avait pas de formation initiale spécifique. La porte d'entrée à ce métier se faisait en tant que stagiaire d'une entreprise exerçant ce type d'activité ou en accompagnant des artistes autodidactes. La réussite de l'activité était fonction de la réputation que le technicien se procure vis-à-vis des différents partenaires.
Désormais, devenir ingénieur du son nécessite quelques années d'études et une parfaite connaissance analytique musicale. En France, il nécessite trois ans d'études en école spécialisée (Bachelor in Audio Production de l'IMAAT, BTS audiovisuel option Métiers du Son ou une Licence professionnelle) avant de faire ses débuts comme assistant en studio de mastering.